# Cailb
Cailb ist eine Sagengestalt aus der keltischen Mythologie Irlands. Sie gilt als Tochter des Aed Abrat und der Ernmas und trägt eine lange Liste von Beinamen, unter denen Macha, Nemain und Morrígan die bekanntesten sind.

## Mythologie
Cailb erscheint zumeist in Gestalt einer hässlichen alten Hexe mit verzerrter Fratze und langen herabhängenden Brüsten und Schamhaaren um die Könige Irlands zu prüfen. Sie wird als Verkörperung der Herrschaft über das Land und damit als Erscheinungsform der Göttermutter oder Erdgöttin gedeutet. Ihr Gedenktag ist zu Samhain.
In der Erzählung Togail Bruidne Da Derga („Die Zerstörung der Halle Da Dergas“) ist Cailb eine Vorbotin des Todes. Als der Hochkönig Conaire Mór in Da Dergas Halle beim Feuer sitzt, erscheint sie und bietet ihm als Gegenleistung für einen Platz neben ihm eine Prophezeiung an. Jedoch erst nach der Androhung von geis lässt er sie herein. Trotzdem wird er bald darauf von seinen feindlichen Ziehbrüdern erschlagen.